# Markku Kosonen

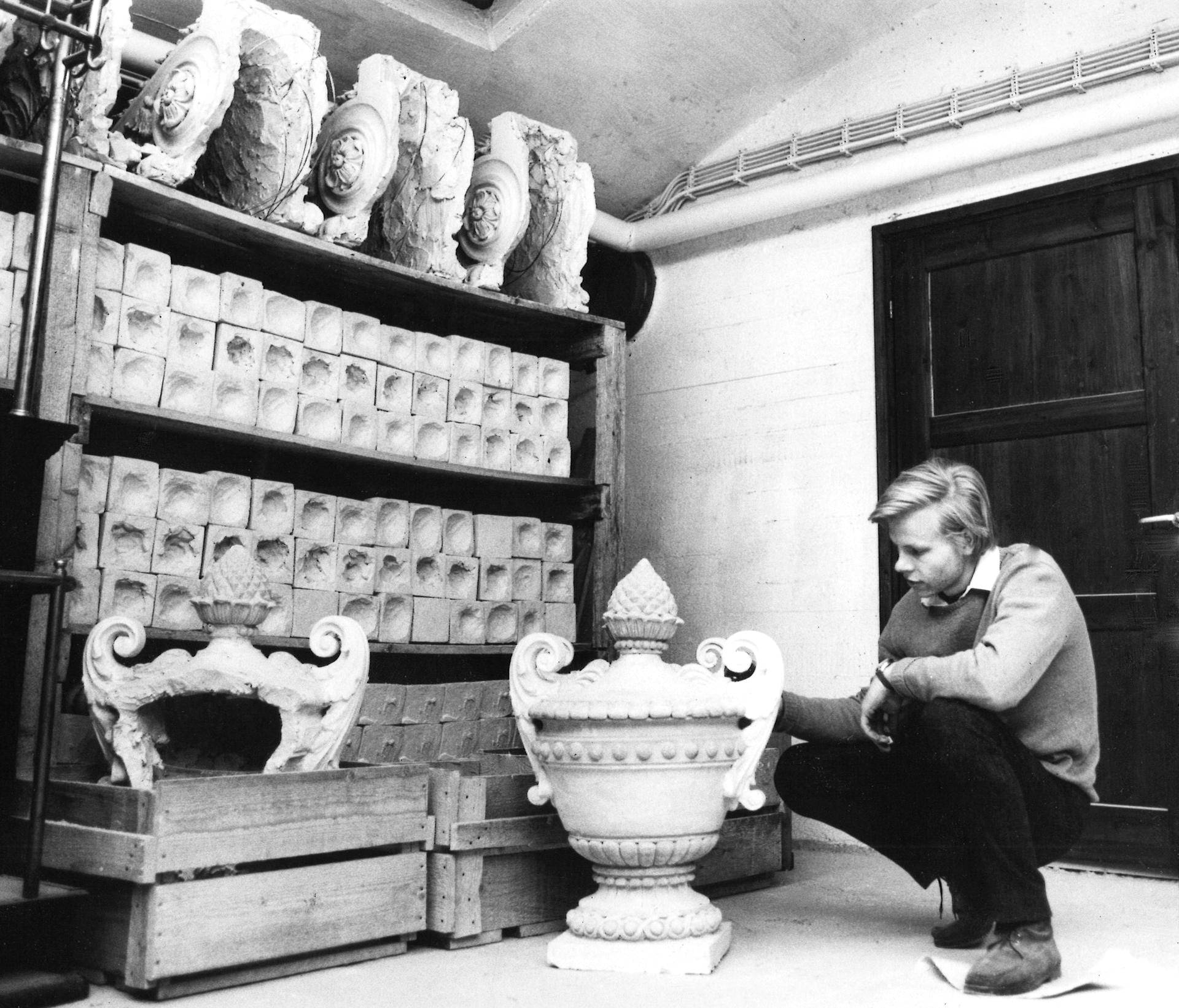
Konststuderande Markku Kosonen år 1967.

Markku Pekka Olavi Kosonen, född 22 januari 1945 i Djupvik, Sverige, död 7 september 2010 i Helsingfors, var en finländsk inredningsarkitekt, timmerman och formgivare. Han härstammade från Punkaharju, föddes i Sverige men bodde och arbetade i Fiskars. Han fick Pro Finlandia-medaljen 2005.